# جامع السبخة
جامع السّبخة هو جامع من مساجد مدينة تونس، يقع بجنوب المدينة، بربض باب الجزيرة.

## الموقع
يقع الجامع بنهج السّبخة عدد 59.

## التّاريخ
تمّ بناؤه في العهد الحفصي، ثمّ وقعت إعادة بنائه من طرف الوزير يوسف صاحب الطابع سنة 1813 ميلادي الموافق لسنة 1229 هجري.

## معرض الصّور

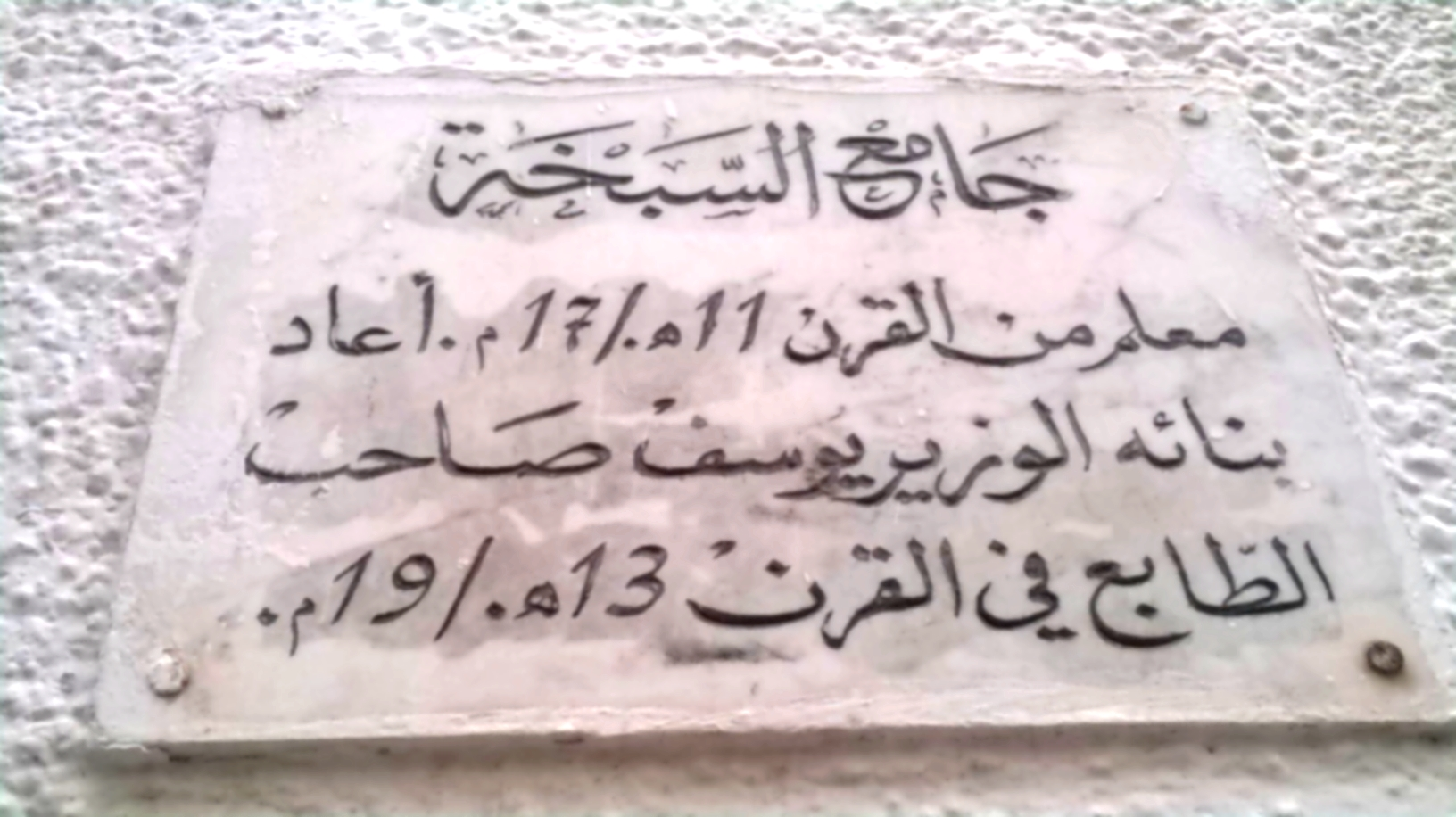
لوحة رخاميّة تحمل تاريخ بناء الجامع
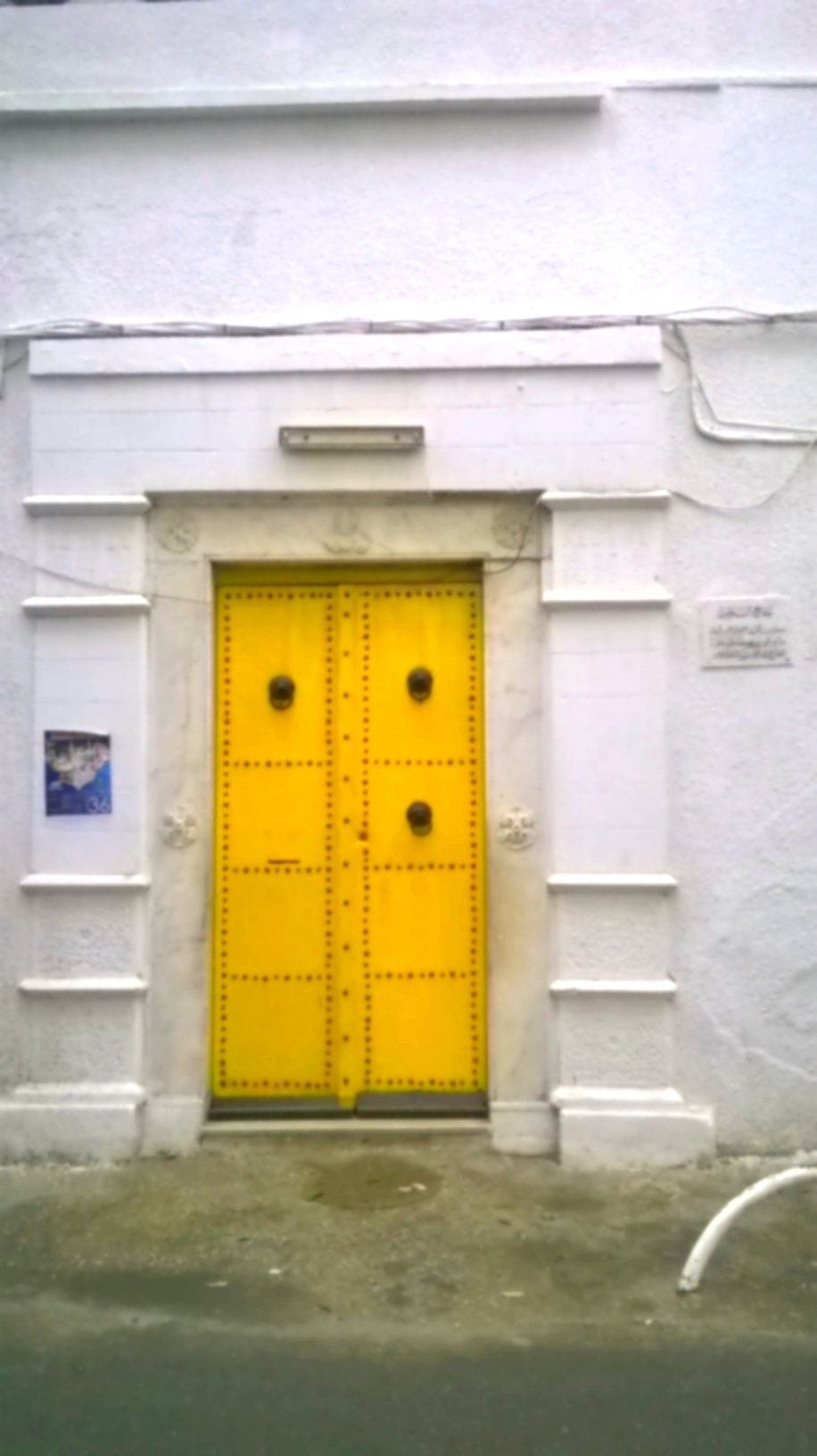
مدخل الجّامع
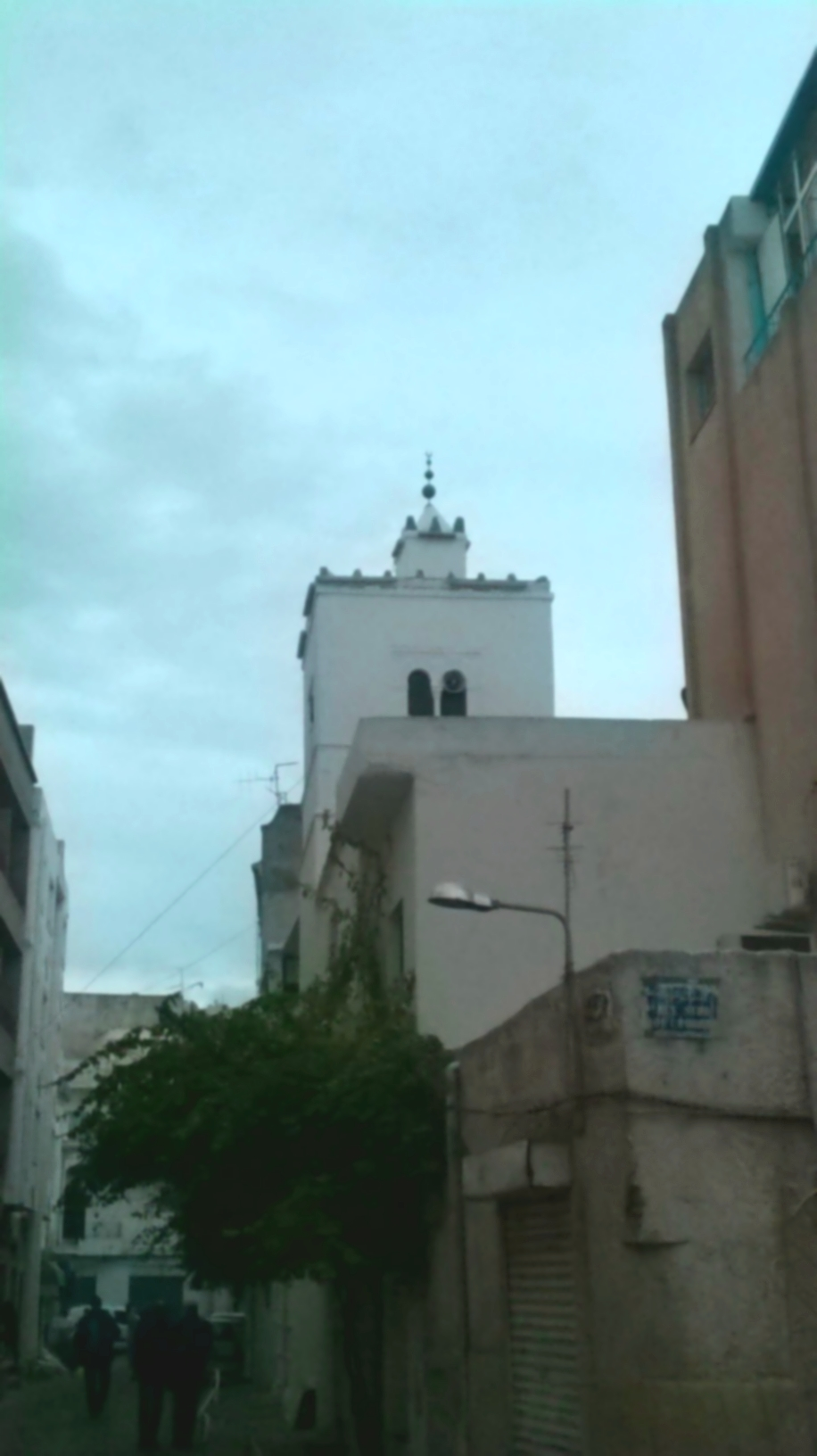
صورة للمئذنة من جهة نهج السّبخة